# دانيال مارتينيز
دانيال مارتينيز (9 يناير 1973 بستوكهولم في السويد - ) هو لاعب كرة قدم سويدي في مركز الوسط. لعب مع راسينغ فيرول ونادي إلتشي ونادي سبتة ونادي يورغوردينس وUniversidad de Las Palmas CF ‏ وPuerto Real CF ‏.

## وصلات خارجية
- دانيال مارتينيز على موقع قاعدة بيانات كرة القدم.إي يو (الإنجليزية)